# Maui County
Maui County is een county in de Amerikaanse staat Hawaï. Het omvat de eilanden Maui, Kahoolawe, Lanai, Molokai (behalve een klein deel met Kalawao County), en Molokini.
De county heeft een landoppervlakte van 3.002 km² en telt 128.094 inwoners (volkstelling 2000). De hoofdplaats is Wailuku.

## Stedenbanden
- Manilla (Filipijnen)